# Sulfito de dimetilo
Sulfito de dimetilo é um éster de ácido sulfuroso com a fórmula química (CH3)2SO3.
Sulfito de dimetilo é usado como um aditivo em alguns polímeros para prevenir oxidação. É também um potencialmente útil solvente eletrólito em baterias de alta energia.